# Beate Meinl-Reisinger
Beate Meinl-Reisinger (Bécs, 1978. április 25. –) osztrák politikus, 2025-től Ausztria külügyminisztere, 2018-tól a NEOS – Az Új Ausztria és Liberális Fórum elnöke.

## Élete
1978-ban született az osztrák főváros Floridsdorf kerületében. Szülei orvosok voltak, az édesapja előbb körzeti orvosként, majd a hainburgi kórházban dolgozott. A középiskolai tanulmányai végeztével nemzetközi jogot tanult a Bécsi Egyetemen (1996-2002). Az egyetem után Brüsszelben Othmar Karas néppárti (ÖVP) uniós képviselő asszisztense lehetett, ahonnan aztán az ÖVP vezette bécsi gazdasági minisztériumba került.
2010. március 18. és 2012. szeptember 13. az Osztrák Néppárt tagja volt.
2012-ben távozott a minisztériumból és kilépett a konzervatív, kereszténydemokrata néppártból is, majd „más nemzeti liberálisokkal” együtt megalapították a NEOS-t (Das Neue Österreich), amely 2014-ben összeolvadt a Liberális Fórummal. 2013. október 29. és 2015. október 9. között az osztrák parlament alsóházának, a Nemzeti Tanácsnak (Nationalrat) volt a képviselője. 2015-ben beválasztották a bécsi városi tanácsba, majd 2018-ban, az önként távozó pártelnöktől, Matthias Strolztól átvett a NEOS irányítását.
A NEOS a 2024. szeptemberi választáson a szavazatok 9,1%-át szerezte meg, és ezzel a korábbinál hárommal több, 18 mandátumhoz jutott. Három hónapig tárgyalt kormányalakításról a néppárt (ÖVP) és a szociáldemokraták (SPÖ) vezetőjével, de visszalépett, mert nem látott bennük reformszándékot. Miután a választás győztese, a Herbert Kickl vezette szabadságpárt nem tudott koalíciót összehozni, jött a második kísérlet és a megegyezés, amelynek nyomán a Christian Stocker irányította koalíciós kormányban megkapta a külügyminiszteri posztot.